# Locust Fork (Alabama)
Locust Fork ist eine Town im Blount County im Bundesstaat Alabama in den Vereinigten Staaten. Das U.S. Census Bureau hat bei der Volkszählung 2020 eine Einwohnerzahl von 1.192 ermittelt.

## Geographie
Locust Fork liegt im Norden Alabamas im Südosten der Vereinigten Staaten.
Nahegelegene Orte sind unter anderem Nectar (4 km südlich), Cleveland (6 km nordöstlich), Allgood (6 km östlich), Hayden (8 km westlich) und County Line (8 km südwestlich). Die nächste größere Stadt ist mit 200.000 Einwohnern das etwa 22 Kilometer südlich entfernt gelegene Birmingham.

## Geschichte
Einer lokalen Legende zufolge kampierte der General Andrew Jackson mit seinen Streitkräften um 1815 in dem Gebiet und ritzte seinen Namen mit einer Gabel (engl. fork) in eine Robinie oder Amerikanische Gleditschie (engl. locust tree), wodurch das Gebiet seinen Namen erhielt. Die ersten Siedler erreichten das Gebiet wenig später in 1819. Erst 1921 wurde die erste Schule errichtet und 1928 bereits erweitert. Eine weiterführende Schule wurde 1937 errichtet.

## Verkehr
Der Ort wird von der Alabama State Route 79 durchzogen, die im Süden einen Anschluss an die Interstate 20 herstellt. Unweit dieser Stelle besteht auch Anschluss an die Interstate 22, die Interstate 59 oder die Interstate 65.
Etwa 35 Kilometer südlich befindet sich der Birmingham-Shuttlesworth International Airport.

## Demographie
Die Volkszählung 2010 ergab eine Einwohnerzahl von 1186, verteilt auf 435 Haushalte und 342 Familien. Die Bevölkerungsdichte lag bei 119 Menschen pro Quadratkilometer. 97 % der Bevölkerung waren Weiße und 0,8 % Indianer. 1,0 % entstammten einer anderen Ethnizität, 0,6 % hatten zwei oder mehr Ethnizitäten, 2,4 % waren Hispanics oder Lateinamerikaner jedweder Ethnizität. Auf 100 Frauen kamen 99,7 Männer. Das Durchschnittsalter lag bei 40 Jahren, das Pro-Kopf-Einkommen betrug 21.356 US-Dollar, womit 11,4 % der Bevölkerung unterhalb der Armutsgrenze lebten.